# Neophaedusa spelaeonis
Neophaedusa spelaeonis је врста пуж из реда копнених плућњака (лат. Stylommatophora) и фамилије заклопница (лат. Clausiliidae). 

## Угроженост
Подаци о распрострањености ове врсте су недовољни.

## Распрострањење
Јапан је једино познато природно станиште врсте.

## Станиште
Врста Neophaedusa spelaeonis има станиште на копну.